# متحف تاريخ أذربيجان الوطني
متحف تاريخ أذربيجان الوطني(بالأذرية:Milli Azərbaycan Tarixi Muzeyi)، هو أحد أبرز المتاحف الواقعة في أذربيجان.

## تاريخ المتحف

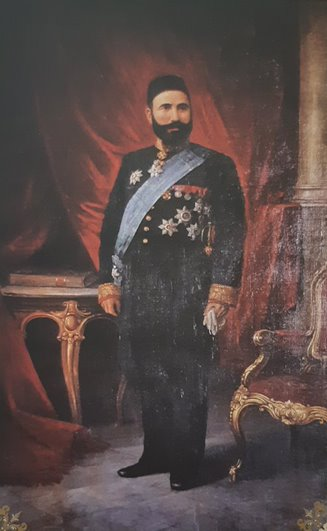
زين العابدين تاجييف (Zeynalabdin Taghiyev) في الفن: لوحة تاريخية تجسد إرث أذربيجان في متحف التاريخ الوطني

افتتح متحف تاريخ الأذربيجان الوطني في العام1920، في مدينة باكو. مساحة المبنى هي 3000 متر مربع.
تم تنظيم «متحف التعليم للمملكة الأمية - استقلال» تابعة لقسم «موسيكورس» لمفوضية للتعليم العام جمهورية أذربيجان الاشتراكية السوفيتية، في يونيو 1920.
في المستقبل، غير المتحف اسمه عدة مرات لفترة ما كان يطلق عليه «متحف تاريخ شعوب أذربيجان».
منذ يوليو 1920، يعمل المتحف في قصر مالك الزيت المشهور والمحسن حاجي زين العبدين تاجييف.
تم تغيير اسم المتحف إلى متحف الدولة لجمهورية أذربيجان الاشتراكية السوفياتية، في 25 أكتوبر، 1920.
يضم متحف تاريخ ألاذربيجان الوطني قسمًا لجمهورية أذربيجان الشعبية الديمقراطية، منذ عام 2016.

في الفترة 2004-2007، تمت عملية الترميم، وكذلك إعادة بناء المتحف وفقا للرسومات القديمة.
كما شارك المهندسون من إيطاليا في ترميم المبنى.
مديرة المتحف حاليا هو ناعلة وليخانلي.
يتكون متحف تاريخ الأذربيجان الوطني من 9 غرف.

تم ترميمها: مكتب تاجييف الخاص، غرفة المعيشة الشرقية، المكتبة، غرفة الطعام، غرفة البلياردو، بدوار، غرفة خلع الملابس وغرفة النوم.

## رواق

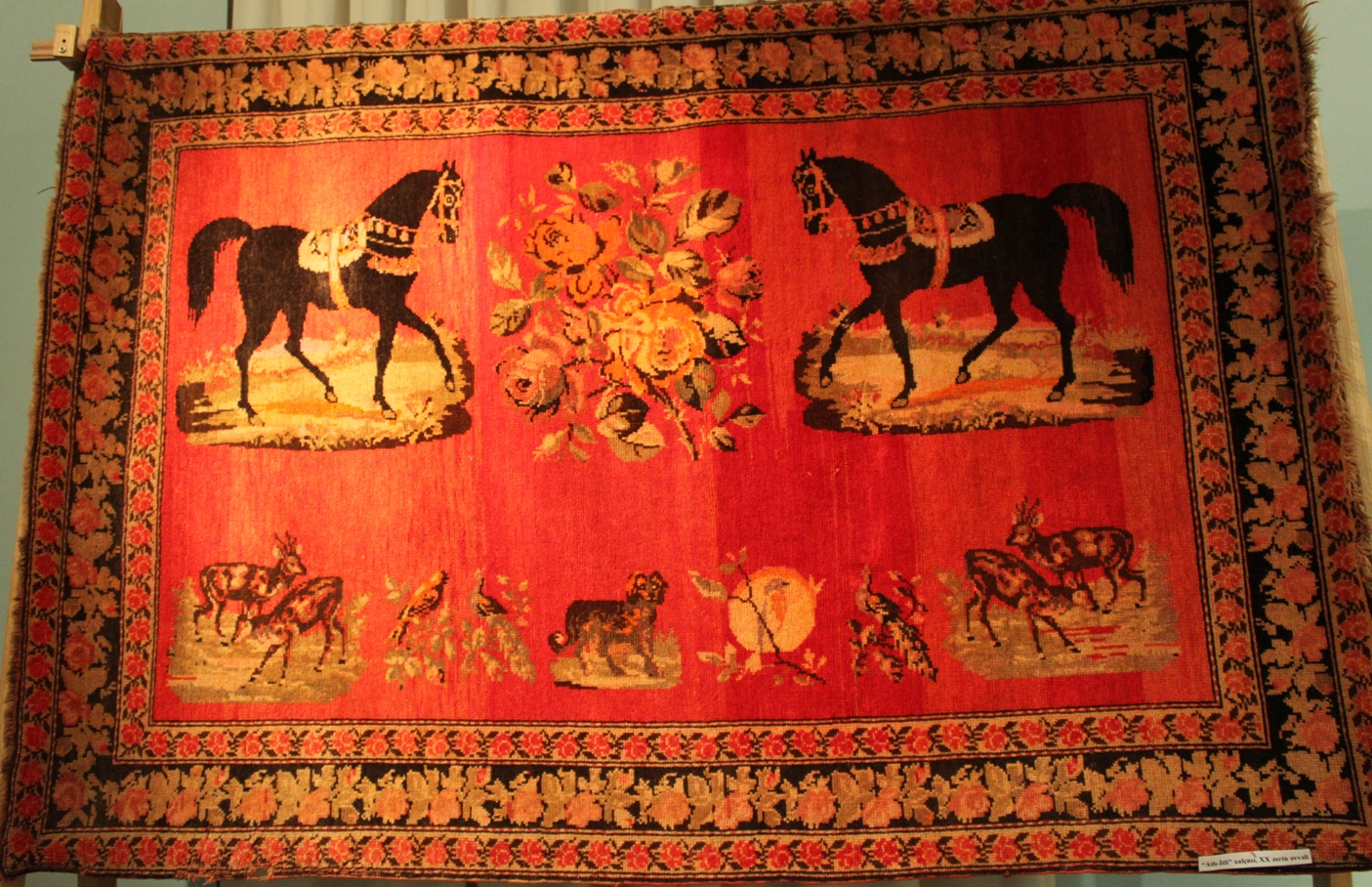
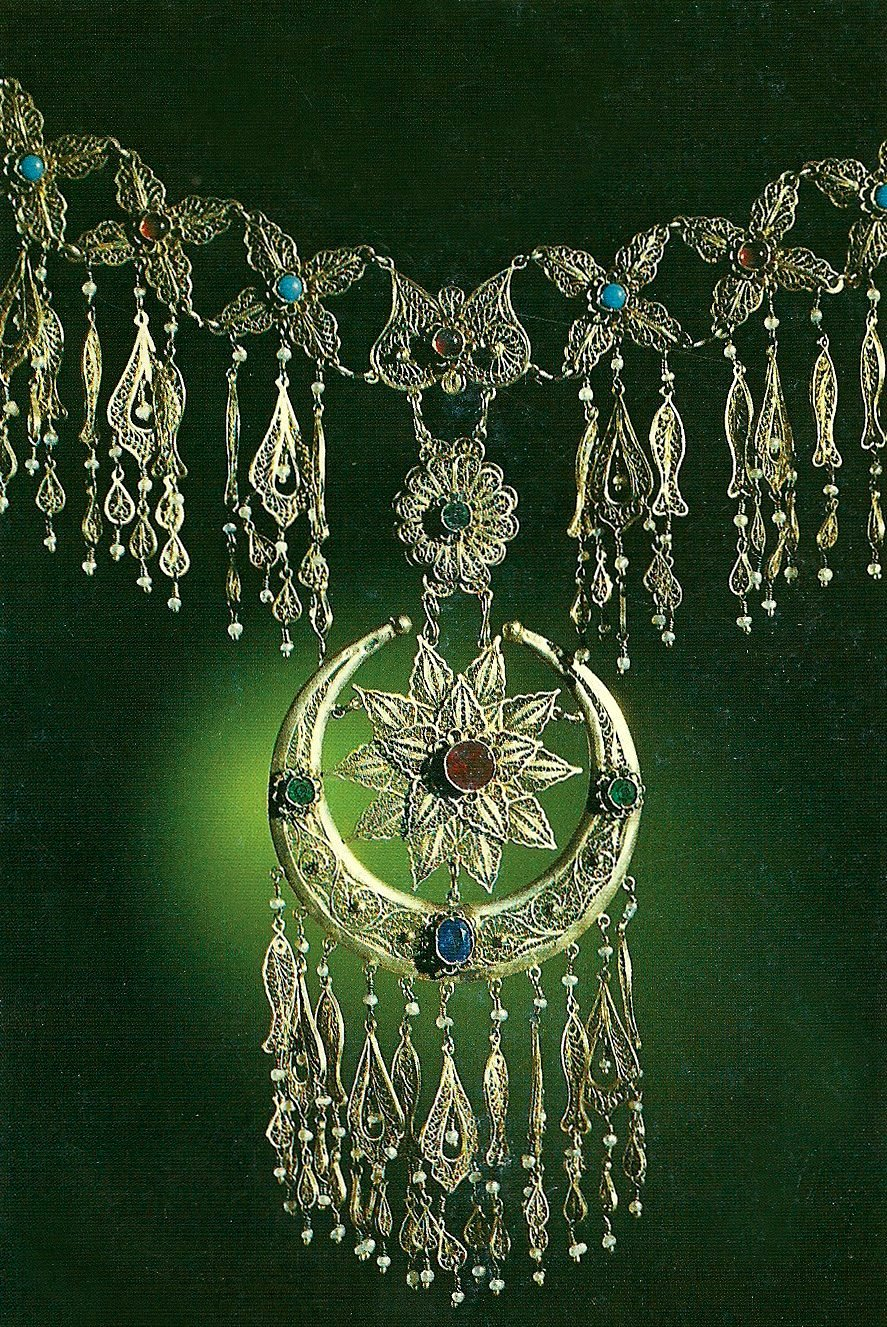
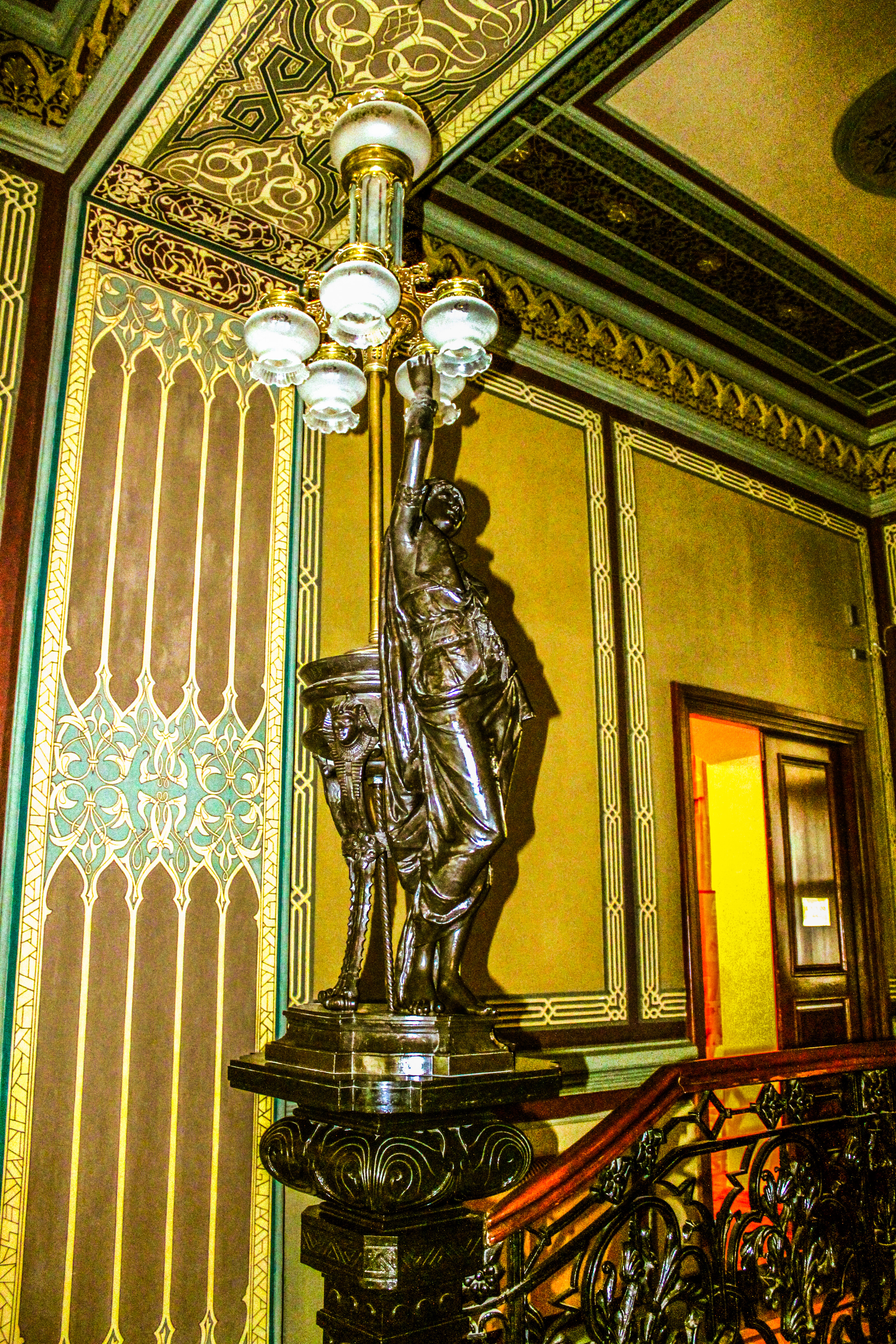
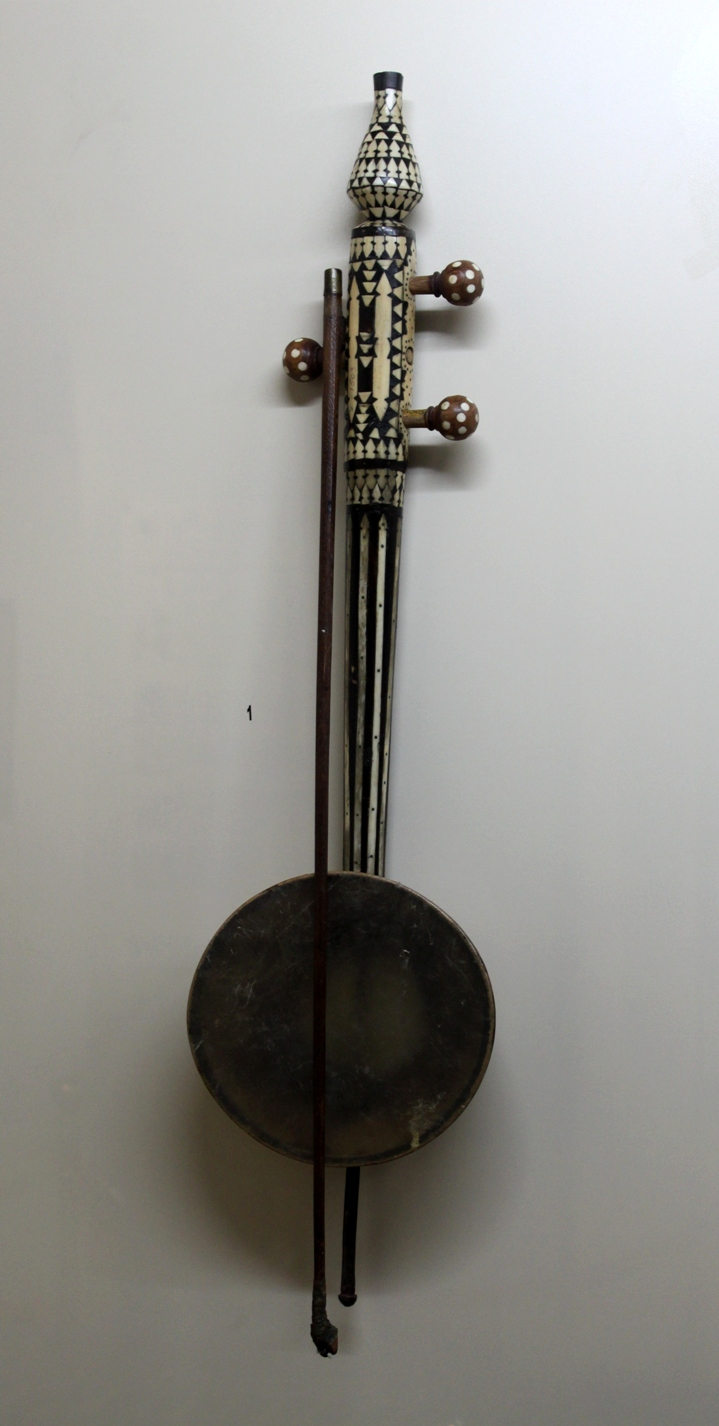